# パリの空の下
「パリの空の下」（パリのそらのした、フランス語: Sous le ciel de Paris）は、ユベール・ジロー作曲のシャンソン。ジャン・アンドレ・ドレジャックの歌詞が付く。
フランス映画『巴里の空の下セーヌは流れる』の挿入歌でもあり、リーヌ・ルノーが創唱した。エディット・ピアフの録音がかなり普及している。旋律に関しては認知度が高い。歌なしで演奏されることも多い。ベルシー橋、サン=ルイ島が歌詞の中で唄われる。

## 主なカヴァー
- リーヌ・ルノー（フランス語版）
- エディット・ピアフ
- イヴ・モンタン
- ジャクリーヌ・フランソワ（フランス語版）
- シャルル・アズナヴール
- ジュリエット・グレコ
- イザベル・オーブレ
- ミレイユ・マチュー
- ダニエル・ビダル
- エンリコ・マシアス
- ザーズ
- ジュリアン・ダッサン（フランス語版）+フロランス・コステ（フランス語版）

等
また、英語による「Under Paris Skies」のタイトルでカヴァーしている歌手として、アンディ・ウィリアムズ、ポール・アンカ、ビング・クロスビーらがいる。
2024年パリオリンピックの閉会式冒頭で歌唱される。